# مصفوفة ليزلي
نموذج لسلي العمري (بالإنجليزية: leslie age model)‏ هو نموذج رياضي يصف تطور عدد مجموعات أو فئات عمرية معينة بالنسبة للكائنات الحية. وهو نموذج متقطع يستعمل عادة في ميدان علوم البيئة وترجع تسميته إلى مخترعه ليسلي.
و إذا اعتبرنا:
- {\displaystyle n_{i}}عدد الأفراد في الفئة العمرية i
- {\displaystyle s_{i}}نسبة الأفراد من الفئة i الذين يصلون الفئة i+1
- {\displaystyle f_{i}}نسبة المواليد من والدة من الفئة العمرية i

فإن النموذج يكون كالآتي
{\displaystyle {\begin{bmatrix}n_{1}\\n_{2}\\n_{3}\\n_{4}\\\end{bmatrix}}_{t+1}={\begin{bmatrix}f_{1}&f_{2}&f_{3}&f_{4}\\s_{1}&0&0&0\\0&s_{2}&0&0\\0&0&s_{3}&0\\\end{bmatrix}}{\begin{bmatrix}n_{1}\\n_{2}\\n_{3}\\n_{4}\end{bmatrix}}_{t}}